# Hrimthurs
Na mitologia nórdica, uma hrimthurs (em nórdico antigo: "gigantes de geada") é qualquer uma das tribos especiais de Gigantes feitos de gelo e que habitavam Niflheim, uma região fria.